# تک‌تیرانداز: شبح تیرانداز
تک تیرانداز: شبح تیرانداز (انگلیسی: Sniper: Ghost Shooter) یک فیلم ویدئویی آمریکایی در ژانر اکشن محصول سال ۲۰۱۶ میلادی به کارگردانی دان مایکل پال است.
این فیلم ششمین قسمت از سری فیلم‌های تک‌تیرانداز است.

## خلاصه داستان
دو تک تیرانداز فوق حرفه ای به نام‌های «براندن بکت» و «ریچارد میلر» مأمور می‌شوند از یک خط لوله گاز در مقابل تروریست‌ها محافظت کنند و…

## بازیگران
- چاد مایکل کالینز (در نقش گروهبان مسلح براندون بکت)
- بیلی زین (در نقش سرگرد ریچارد میلر)
- دنیس هیزبرت (در نقش سرهنگ)
- نیک گومز (در نقش میگوئل سروانتس)
- راویل ایسیانوف (در نقش سرهنگ آندری ماسکوف)
- استفانی وگت (در نقش رابین اسلاتر)
- پرسیلیانا (در نقش جینا آونگست)
- دومینیک مافام (به عنوان سرگرد گای بیدول)
- نوید نگهبان در نقش رابرت
- نوید چودری
- ولادیمیر کولف
- ولیسلاو پاولو
- جید اوگگووا
- مایک استراوب
- نیگل باربر
- آسن آسنوف
- ریموند استرز
- الیتزا رازوا
- آتاناس سربرو
- جورجی مانچف
- تیمومیر وینچف
- دیمیتار دویچینف
- بویان آنو
- استانیمیر استاماتوف